# DN Водолея
DN Водолея (лат. DN Aquarii) — одиночная переменная звезда в созвездии Водолея на расстоянии приблизительно 5082 световых лет (около 1558 парсеков) от Солнца. Видимая звёздная величина звезды — от +11,51m до +10,73m.

## Характеристики
DN Водолея — жёлто-белая пульсирующая переменная звезда типа RR Лиры (RRAB) спектрального класса F3-F9 или F6,2. Эффективная температура — около 6668 К.